# Sinalagmatični ugovor
Sinalagmatični ugovor je dvostranoobvezni pravni posao kod kojega je svaka od strana ugovornica istovremeno i poverilac i dužnik u datom ugovornom odnosu. Naziva se još i recipročnim ugovorom.
Na primer, kod ugovora o kupoprodaji, prodavac je istovremeno i dužnik i poverilac. Kao dužnik dužan je predati stvar, a kao poverilac ovlašćen je da traži cenu. Isto tako i kupac je ujedno i dužnik i poverilac. Kao dužnik dužan je da plati cenu, a kao poverilac ima pravo da traži tražiti predaju stvari. 

## Literatura
- Perović, Slobodan (1980). Obligaciono pravo. Beograd: Privredna štampa.
- Nikolić, Đorđe. Obligaciono pravo, Priručnik za polaganje pravosudnog ispita. Beograd: Projuriš. ISBN 978-86-86105-13-4.